# هيروكي كورودا
هيروكي كورودا (باليابانية: 黒田博樹؛ بالكانا: くろだ ひろき) هو لاعب كرة قاعدة ياباني، ولد في 10 فبراير 1975 في سومينوه-كو في اليابان.

## وصلات خارجية
- هيروكي كورودا على موقع دوري كرة القاعدة الرئيسي (الإنجليزية)
- هيروكي كورودا على موقع الدوري الياباني لكرة القاعدة (الإنجليزية)
- هيروكي كورودا على موقعبيزبول رفرنس.كوم (الدوري الرئيسي) (الإنجليزية)
- هيروكي كورودا على موقعبيزبول رفرنس.كوم (الدوري الثانوي) (الإنجليزية)
- هيروكي كورودا على موقع إي إس بي إن.كوم (أم.أل.بي) (الإنجليزية)
- هيروكي كورودا على موقع مشجعي الرسوم البيانية (الإنجليزية)
- هيروكي كورودا على موقع أوليمبيديا (الإنجليزية)